# Schwebach
Schwebach (en luxemburguès:  Schweebech; en alemany:  Schwebach) és una vila de la comuna de Saeul situada al districte de Diekirch del cantó de Redange. Està a uns 19 km de distància de la ciutat de Luxemburg.